# Минаков, Дмитрий Викторович
Дмитрий Викторович Минаков (род. 14 сентября 1987, Брянск) — российский самбист, призёр чемпионатов России и Европы, мастер спорта России международного класса.

## Спортивные результаты
- Абсолютный чемпионат России по самбо 2009 года — ;
- Чемпионат России по самбо 2010 года — ;
- Чемпионат России по самбо 2014 года — ;
- Чемпионат России по самбо 2015 года — ;
- Чемпионат России по самбо 2016 года — .

## Семья
Старший брат Виталий Минаков — самбист и дзюдоист, четырёхкратный чемпион мира по спортивному самбо, Заслуженный мастер спорта России.